# Теорема Шарковського
Теоре́ма Шарко́вського — теорема з теорії динамічних систем, доведена в 1964 році Олександром Миколайовичем Шарковським. Теорема була першим загальним результатом теорії динамічних систем, при ітеруванні відображень відрізка в себе.

## Формулювання теореми
Розглянемо порядок на множині натуральних чисел, який часто називають порядком Шарковського:
{\displaystyle 3} ▶ {\displaystyle 5} ▶ {\displaystyle 7} ▶ {\displaystyle 9} ▶ {\displaystyle ...} ▶ {\displaystyle (2n-1)} ▶ {\displaystyle ...} ▶
▶ {\displaystyle 2}·{\displaystyle 3} ▶ {\displaystyle 2}·{\displaystyle 5} ▶ {\displaystyle 2}·{\displaystyle 7} ▶ {\displaystyle \dots } ▶ {\displaystyle 2}·{\displaystyle (2n-1)} ▶ {\displaystyle \dots } ▶
▶ {\displaystyle 2^{2}}·{\displaystyle 3} ▶ {\displaystyle 2^{2}}·{\displaystyle 5} ▶ {\displaystyle 2^{2}}·{\displaystyle 7} ▶ {\displaystyle \dots } ▶ {\displaystyle 2^{2}}·{\displaystyle (2n-1)} ▶ {\displaystyle \dots } ▶
{\displaystyle ...}
▶ {\displaystyle 2^{k}}·{\displaystyle 3} ▶ {\displaystyle 2^{k}}·{\displaystyle 5} ▶ {\displaystyle 2^{k}}·{\displaystyle 7} ▶ {\displaystyle \dots } ▶ {\displaystyle 2^{k}}·{\displaystyle (2n-1)} ▶ {\displaystyle \dots }
{\displaystyle \dots }
{\displaystyle \dots } ▶ {\displaystyle 2^{n}} ▶ {\displaystyle 2^{n-1}} ▶ {\displaystyle 2^{n-2}} ▶ {\displaystyle \dots } ▶ {\displaystyle 2^{1}} ▶ {\displaystyle 1}.
Нехай у неперервної функції на відрізку {\displaystyle f\colon I} → {\displaystyle I} є цикл періоду {\displaystyle k} (тобто існує {\displaystyle x} такий, що {\displaystyle f^{k}(x)=x}, але {\displaystyle f^{i}(x)} ≠ {\displaystyle x}, {\displaystyle i<k}, де {\displaystyle f^{k}} — композиція {\displaystyle k} функції {\displaystyle f}), тоді у цієї функції є цикли усіх періодів, які менші ніж {\displaystyle k} в сенсі порядку Шарковського. Найбільшими елементами в порядку Шарковського є непарні числа. Тобто наявність у такого відображення циклу періоду 3 гарантує існування циклу будь-якого іншого періоду. А існування циклу періоду 4 може гарантувати лише існування циклу періоду 2.

## Частинний випадок

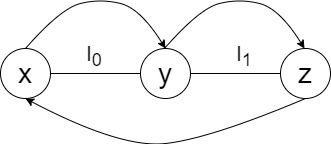
Траєкторія циклу періоду 3

Будемо казати, що відрізок {\displaystyle I} покриває відрізок {\displaystyle K} при неперервному відображенні {\displaystyle f} якщо {\displaystyle f(K)\subset f(I)}. Будемо позначати це як {\displaystyle I\xrightarrow {f} K}.
Лема 1.
Якщо {\displaystyle I\xrightarrow {f} I}, то існує {\displaystyle x_{0}\colon } {\displaystyle f(x_{0})=x_{0}}.
Дане твердження елементарно випливає з теореми про проміжне значення функції. розглянемо функцію 
{\displaystyle F(x)=f(x)-x}.
З того, що відрізок покриває себе випливає, що існує значення {\displaystyle x\colon f(x)=0} і таке значення {\displaystyle y\colon f(y)=1}, тоді  

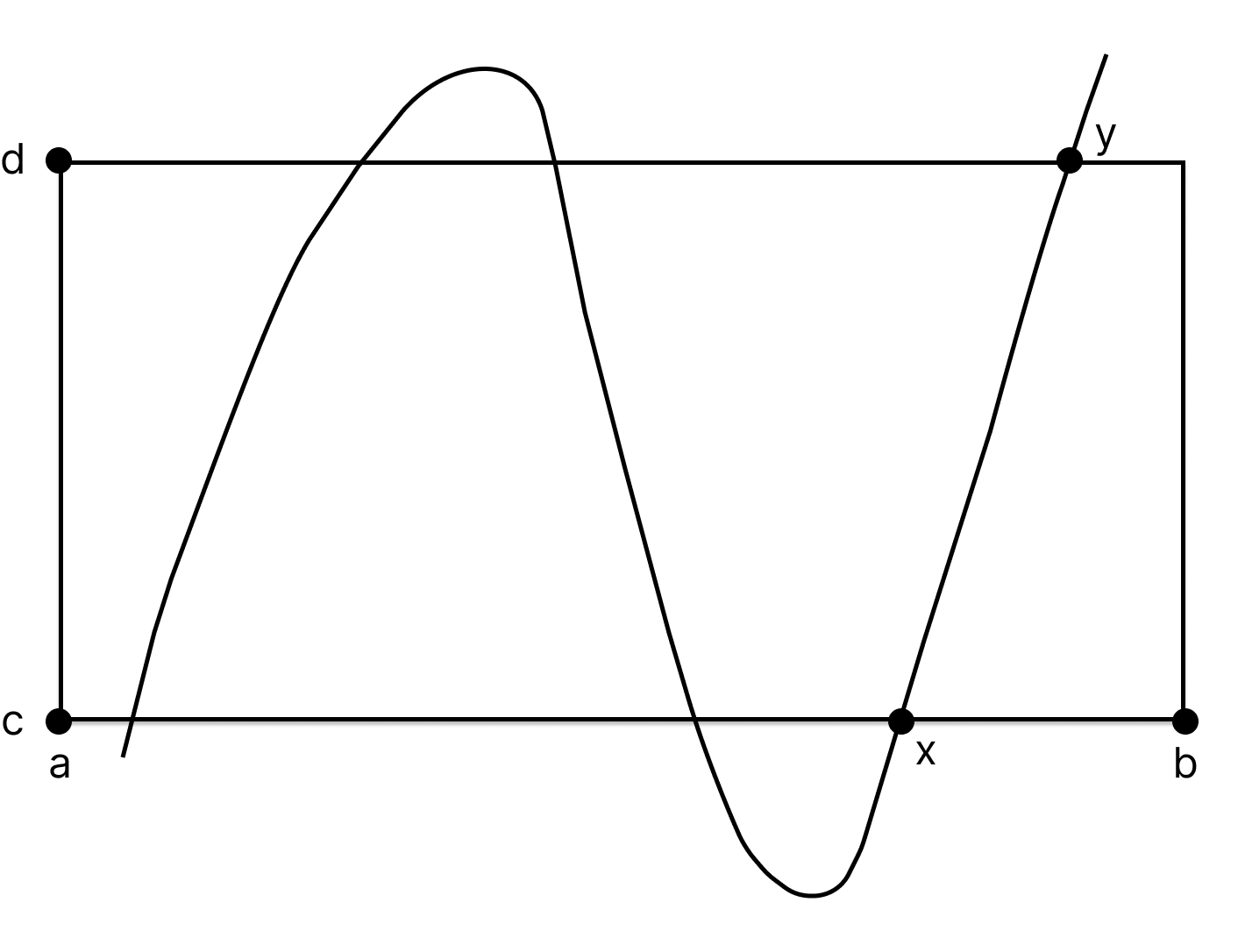
Ілюстрація до леми 2

{\displaystyle F(x)=f(x)-x\geq 0}
{\displaystyle F(y)=f(y)-y\leq 0},
а отже існує значення {\displaystyle x_{0}}, що {\displaystyle f(x_{0})-x_{0}=0}.
Лема 2. Якщо {\displaystyle I\xrightarrow {f} K}, то існує відрізок {\displaystyle I_{1}}: {\displaystyle f(I_{1})=K}.
Справедливість цієї леми очевидна з рисунку. Нехай тут {\displaystyle I=[a,b]}, {\displaystyle K=[c,d]}. В силу властивостей функцій, неперервних на компакті, завжди можна обрати пару точок {\displaystyle x} і {\displaystyle y}, як показано на малюнку. Відрізок {\displaystyle [x,y]} і буде шуканим відрізком {\displaystyle I_{1}}
Лема 3. Нехай для множини відрізків виконується {\displaystyle I_{0}\xrightarrow {} I_{1}\xrightarrow {} I_{2}\xrightarrow {} \dots \xrightarrow {} I_{n}} тоді існує такий відрізок {\displaystyle J_{1}\subset I_{0}\colon f(J_{1})=I_{n}}.
Доведення.  
З того, що {\displaystyle I_{0}\xrightarrow {} I_{1}} випливає, що існує {\displaystyle K_{1}\subset I_{0}\colon f(K_{1})=I_{1}}.
Далі {\displaystyle I_{1}\xrightarrow {} I_{2}}, а значить існує {\displaystyle L_{2}\subset I_{1}\colon f(L_{2})=I_{2}}, отже {\displaystyle K_{1}\xrightarrow {} L_{2}}, а тоді згідно леми 2 існує {\displaystyle K_{2}\subset K_{1}\subset I_{0}\colon f(K_{2})=L_{2}}. Таким чином ця лема доведена для трьох відрізків. Для довільної більшої кількості доведення продовжується за індукцією.

### Випадок циклу періоду 3
Доведемо, що існування циклу періоду 3 забезпечує існування циклу будь-якого іншого періоду.
Розглянемо траєкторію циклу періоду 3, утворену точками {\displaystyle x}, {\displaystyle y}, {\displaystyle z}, як зображено на рисунку. Ця траєкторія утворює два відрізки {\displaystyle I_{0}},  {\displaystyle I_{1}}. Зауважимо, що це єдиний можливий спосіб утворення циклу періоду 3, з точністю до симетрії.

Неважко бачити, що для даної траєкторії виконується наступне: {\displaystyle I_{0}\xrightarrow {} I_{1}}, оскільки початок {\displaystyle I_{0}} переходить в початок {\displaystyle I_{1}}, а кінець {\displaystyle I_{0}} в кінець {\displaystyle I_{1}}. З аналогічних міркувань видно, що {\displaystyle I_{1}\xrightarrow {} I_{0}} і {\displaystyle I_{1}\xrightarrow {} I_{1}}. Цю ситуацію зручно зобразити за допомогою графу.

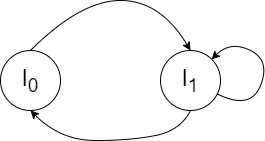
Граф накриттів відрізків

Отже можна розглянути ланцюжок відрізків, що накривають один одного:
{\displaystyle I_{0}\xrightarrow {} I_{1}\xrightarrow {} I_{1}\xrightarrow {} \dots \xrightarrow {} I_{1}\xrightarrow {} I_{0}}, де відрізок {\displaystyle I_{1}} входить {\displaystyle n-1} раз. Тоді з леми 3 випливає, що  існує відрізок {\displaystyle K\subset I_{0}\colon f^{n}(K)=I_{0}}. А це означає, що {\displaystyle K\xrightarrow {f^{n}} K}, а значить, це відображення має нерухому точку: {\displaystyle x_{0}\colon f^{n}(x_{0})=f(x_{0})} (лема 1). А отже знайдено точку, яка має період {\displaystyle n} при відображенні {\displaystyle f}. Те, що цей період є найменшим періодом даної точки легко зрозуміти з вигляду ланцюжка накриттів. Ця траєкторія починається у відрізку {\displaystyle I_{0}} і після цього жодного разу не повертається в цей відрізок.
Цей частинний випадок теореми Шарковського нерідко називають теоремою Лі-Йорка. Американські вчені Лі та Йорк в 1975 році опублікували статтю Period three implies chaos (період три означає хаос). В якій довели, що існування циклу періоду 3 в такій динамічній системі гарантує існування циклу будь-якого періоду. А також, що відрізняє їхню роботу від роботи Шарковського, довели, що в такому випадку динамічна система має ще і хаотичні траєкторії, тобто існує континуум точок, які при ітеруванні відображення відрізку не переходять в себе ні за яку кількість ітерацій. Повне доведення цієї теореми є досить громіздким, із різними способами її доведення можна ознайомитись, наприклад, в цій статті .

## Теорема про реалізацію
Другою не менш важливою частиною цієї теореми є так звана теорема Шарковського про реалізацію. Перша частина теореми Шарковського говорить про те, що якщо в системі є цикл одного періоду, то це гарантує існування цикла й інших періодів. Але вона нічого не каже про те, чи бувають функції з такими періодами, які припускаються в теоремі.
Теорема Шарковського про реалізацію стверджує, що для кожного натурального числа {\displaystyle n} знайдеться така функція {\displaystyle f}, що вона має точку періоду {\displaystyle n}, але не має жодної точки періоду {\displaystyle k} ▶ {\displaystyle n}.
Розглянемо приклад функції {\displaystyle F\colon [1,5]\xrightarrow {} [1,5]}, яка має період 5, а значить і всі інші періоди, які менші за 5 в сенсі порядку Шарковського, але не має періоду 3. Покладемо 
{\displaystyle F(1)=3,\quad F(2)=5,\quad F(3)=4,\quad F(4)=2,\quad F(5)=1.}
Проміжні значення доповнемо за лінійністю. Тоді 
{\displaystyle F^{3}([1,2])=F^{2}([3,5])=F([1,4])=[2,5].}
Отже, на проміжку {\displaystyle [1,2]} немає нерухомої точки відображення {\displaystyle F^{3}}. Аналогічно два інші відрізка теж не містять нерухомих точок {\displaystyle F^{3}([2,3])=[3,5]} і {\displaystyle F^{3}([4,5])=[1,4]}. Але бачимо, що {\displaystyle F^{3}([3,4])=[1,5]}, тобто на цьому відрізку може бути точка періоду 3. Нехай {\displaystyle p\in [3,4]} нерухома точка відображення {\displaystyle F^{3}}. Тоді {\displaystyle F(p)\in [2,4]}. Якщо {\displaystyle F(p)\in [2,3]} тоді {\displaystyle F^{3}(p)\in [1,2]}, що неможливо, адже {\displaystyle p} точка періоду 3. Отже {\displaystyle F(p)\in [2,3]}. Аналогічно {\displaystyle F^{2}(p)\in [2,4]}. Якщо {\displaystyle F^{2}(p)\in [2,3]} то {\displaystyle F^{3}(p)\in [4,5]}, що теж неможливо. Отже {\displaystyle F^{2}(p)\in [3,4]}. Таким чином, вся траєкторія циклу періоду 3 лежить на відрізку {\displaystyle [3,4]}. Зазначимо тепер, що на даному проміжку функція є лінійною {\displaystyle F(x)=10-2x}. А така функція може мати лише одну нерухому точку — це точка {\displaystyle x=10/3} і це нерухома точка відображення {\displaystyle F}, а значить не точка періоду 3.